# دونالد س. سبنسر
دونالد س. سبنسر (بالإنجليزية: Donald C. Spencer) هو رياضياتي أمريكي، ولد في 25 أبريل 1912 في بولدر في الولايات المتحدة، وتوفي في 23 ديسمبر 2001 في سكوتسديل في الولايات المتحدة.